# 辛亥革命在新疆
辛亥革命在新疆，是指辛亥革命期間反清革命黨人在新疆的活動。

## 背景
1906年秋，武昌日知会为清朝當局破獲，为了逃避镇压，革命党人冯一（冯特民）、冯大树与李辅黄、郝可权、李梦彪等随同调入伊犁的陆军协统杨缵绪的部队来到新疆。革命党人到达伊犁后，以汉、满、蒙古、维吾尔（察合台）4种文字印制《伊犁白话报》，通過新的多語媒體宣導反清革命。
1911年10月10日武昌起义爆发，南方革命党人电约伊犁响应。冯特民向杨缵绪苦劝三日促其率军起义，杨主张以静观变。时值杭州将军志锐调任伊犁将军。志锐的两个堂妹是光绪帝的瑾妃和珍妃，因此他在慈禧太后在世时一直被打压，宣统年间醇亲王载沣执政，他才得到重用。11月15日，志锐抵伊犁任职。

## 戰鬥
1911年12月28日晚，革命党人刘先俊率领百余人，按照计划以白布缠左臂，假扮士兵进入迪化城内巡防营，准备夺取枪支弹药，并与巡防营内部的革命分子汇合，直攻甘肃新疆巡抚衙門东营。但原定在东营做内应的士兵已遭到逮捕，清朝最後一任巡撫袁大化發現後派兵圍攻革命軍，起义终因寡不敌众而失败，刘先俊等人及参加起义的哥老会成员近百人均被袁大化杀害，數百人被流放南疆。
为防止伊犁的新军参与革命，將軍志锐下令查封“讥弹时事”的《伊犁白话报》。他又借新军和武备学堂学生斗殴事件，下令收缴从内地到此的新军武器，将士兵遣返原籍。
被裁撤的新軍士兵滯留在伊犁，涷餓交加，加上志鋭為籌措軍費四處征稅，當地的不滿情緒日益增加。革命党人见时机成熟，公推杨缵绪为起义总指挥，冯特民、李辅黄为干事，管库黄立中为起义准备弹药。日期原定在1912年1月12日，后因迪化起义失败，决定提前在7日举行。
起义军兵分五路围攻伊犁清军，经过一夜血战，攻占了将军署和副都统衙署，各路仅新满营所据的北库未攻下，杨缵绪请卸任将军广福调解停战。于是战事遂告结束。革命军控制了惠远城，杨缵绪召开会议，研究成立新政府和政府人选及其他善后问题。
次日即1月8日清晨，以广福、杨缵绪之名，召集伊犁各方代表齐集惠远城磋商，杨缵绪被推举为汉满蒙回藏五族共进会会长，他提议公推广福为都督，即日就职；所有各营各部官长仍任原职；新满营和锡伯营解除武装；起义军、军标营、镇标营合编为“新伊陆军第一师”，俗称“伊犁民军”，杨缵绪任师长；组成伊犁临时政府，电告民国临时政府。上午9时，宣布新伊大都督府成立，广福为都督，杨缵绪为总司令部部长，郝可权和李梦彪为军务部正副部长，冯特民为外交部长兼民政部长，李辅黄为前敌总指挥，冯大树为平政院院长，贺家栋为参谋部长兼财政部长，黄立中为财政副部长。
新伊大都督府致电新疆巡抚袁大化，劝其归附民国。但被袁大化拒绝，袁派陆军协统王佩兰率步、骑、炮兵五营从迪化进攻伊犁，2月间，李辅黄率伊犁民军与迪化清军交战于精河、乌苏一线。双方激战十余日，伊犁民军伤亡约四百人，而迪化清军伤亡千余人。后来清军败退乌苏，两军在乌苏城内外形成对峙局面。新疆提法使兼镇迪道杨增新毛遂自荐，愿率队赴前线助战，得到袁大化批准，但他按兵不动。
1912年2月12日，宣统帝溥仪宣布退位，袁世凯、黎元洪为民国临时正副总统。2月22日，代替《伊犁白话报》的《新报》作为新伊大都督府的机关报，开始以汉、维文发行。新伊大都督府又接连颁布告示，宣布各族平等，并废除前清的苛捐杂税。
3月12日，袁大化“遵旨承认国体共和”。3月15日，北京政府电令新疆巡抚改为都督，双方停战议和。4月25日，袁大化被迫宣布辞职。清朝宗室载澜也携眷绕道西伯利亚，经库伦（今乌兰巴托）返回奉天（今沈阳）。5月18日，杨增新被推为都督，双方继续进行和平谈判。7月8日达成和议，此后由杨增新统一主持新疆军政。

## 後續
巡撫袁大化既無法應付革命者，也不想為中華民國工作，為逃避革命決定辭職，將其職責移交給下屬楊增新，因此杨氏成为民初新疆的地方实力派。
隨後，伊犁革命者和哥老會被楊鎮壓。楊任命馬福興為2000名回族部隊的軍事指揮官，以壓制楊的競爭對手。楊增新的崛起獲得了大總統袁世凱的承認，他被北洋政府任命為新疆都督，從此開啟了民國時期新疆軍閥數十年的統治。

### 文獻
- Esherick, Joseph W.; Wei, C.X. George, eds. (2013). China: How the Empire Fell. Routledge. ISBN 1134612222. Retrieved 2014-06-28.